# La Garenne-Colombes
La Garenne-Colombes is een gemeente in het Franse departement Hauts-de-Seine (regio Île-de-France) en telt 27.700 inwoners (2005). De plaats maakt deel uit van het arrondissement Nanterre.

## Geschiedenis
Tot 1910 was La Garenne een deel van de gemeente Colombes. Halfweg de 19e eeuw was La Garenne niets meer dan een gehucht met nog geen honderd inwoners. Dit veranderde na de opening van het treinstation in 1881. Parijzenaars en migranten uit de rest van Frankrijk vestigden zich in La Garenne. Al in 1889 volgde de roep om La Garenne af te splitsen van Colombes. Rond de eeuwwisseling telde de plaats al meer dan 4000 inwoners. In 1910 werd de gemeente La Garenne-Colombes opgericht.

## Geografie
De oppervlakte van La Garenne-Colombes bedraagt 1,8 km², de bevolkingsdichtheid is 15.562 inwoners per km².
De onderstaande kaart toont de ligging van La Garenne-Colombes met de belangrijkste infrastructuur en aangrenzende gemeenten.

## Demografie
Onderstaande figuur toont het verloop van het inwonertal (bron: INSEE-tellingen).

## Geboren in La Garenne-Colombes
- Patrick Chesnais (1946), acteur, filmregisseur en scenarist
- Steven Nzonzi (1988), Frans-Congolees voetballer
- Guillaume Thévenot (1993), wielrenner

## Stedenband
- Wangen im Allgäu (Duitsland)